# 23-я добровольческая моторизованная дивизия СС «Недерланд» (1-я голландская)
23-я добровольческая моторизованная дивизия СС «Недерланд» (1-я голландская) (нем. 23. SS-Freiwilligen-Panzergrenadier-Division „Nederland“ (niederländische Nr. 1)) — тактическое соединение войск СС нацистской Германии, существовавшее в годы Второй мировой войны.
Входившая в состав войск СС, дивизия появилась в феврале 1945 года после переименования добровольческой моторизованной бригады СС «Недерланд». Номинально дивизия состояла из добровольцев, фактически — из голландских коллаборационистов, бежавших в Германию после занятия союзниками Голландии, а также из немецких солдат вермахта и войск СС. Дивизия попала в советский плен в окружении под Хальбе.
Номер дивизии «23» был прежде уже использован для 23-й горнопехотной дивизии СС «Кама» (2-й хорватской).

## Предшественник
Дивизия берёт своё начало из добровольческого полка СС «Нордвест», который был образован в апреле 1941 года в Гамбурге, месте размещения полка СС «Германия», который включал в себя большое количество иностранных добровольцев. Этому предшествовало возникновение голландских СС в составе национал-социалистического движения под руководством Антона Мюссерта. Руководство СС решило в преддверии похода на Восток принимать в ряды войск СС также и добровольцев с «северной кровью». 27 июня 1941 года, спустя несколько дней после нападения на Советский Союз, рейхскоммиссар Артур Зейсс-Инкварт начал кампанию по привлечению добровольцев к «крестовому походу против большевизма», руководил которой генерал Зейффардт, бывший начальник генерального штаба голландской армии.

### Добровольческий легион СС «Нидерланды»

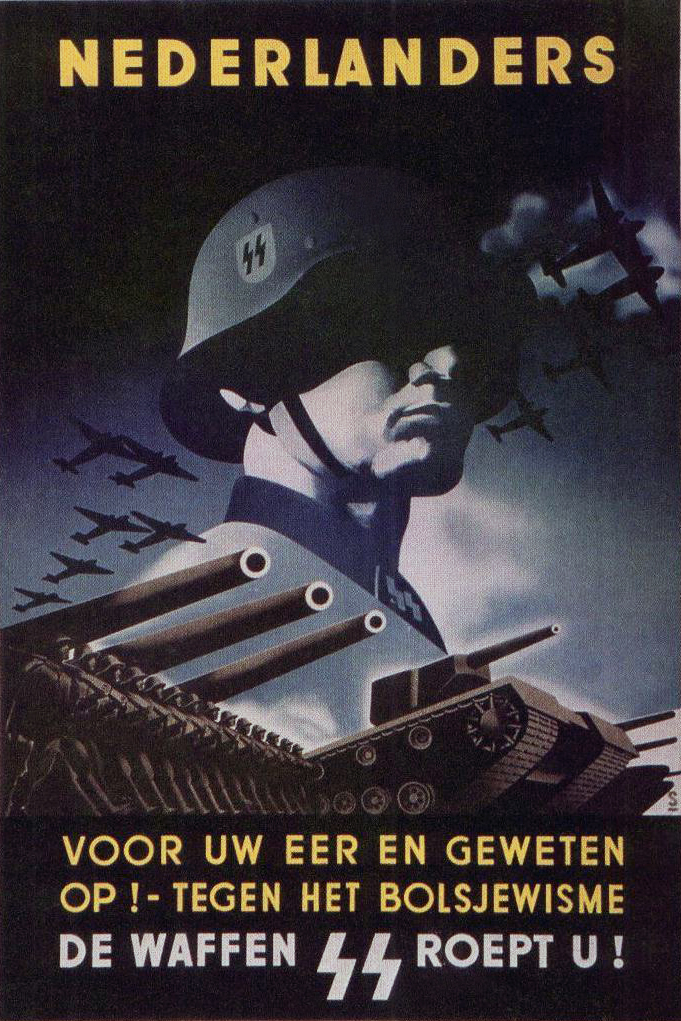
Агитационный плакат, призывающий нидерландцев служить в Ваффен-СС

Добровольческий полк СС «Нордвест», в котором служили также и фламандцы, был преобразован в июле 1941 года в добровольческое соединение СС «Нидерланды», так как Мюссерт и Зейффардт держались за идею создания чисто голландского соединения СС. Добровольческое соединение с численностью около одного полка получило наконец 24 сентября 1941 года название добровольческий легион СС «Нидерланды» и с января 1942 стало использоваться на Восточном фронте, где оно, среди прочих, участвовало в пленении советского генерала Андрея Власова.

### 4-я добровольческая моторизованная бригада СС «Недерланд»
После того, как легион понёс тяжёлые потери на Восточном фронте, он был переброшен в апреле 1943 года в Зоннеберг, где он стал ядром сформированной 4-й добровольческой моторизованной бригады СС «Недерланд» (в голландском написании). В августе 1943 года бригада, достигшая численности 5 500 человек, была переброшена для дальнейшего обучения в район Орославье/Донья Стубица в Хорватии, где она использовалась также против партизан. Здесь же бригада получила подкрепление в 1500 человек, которые входили ранее в состав 5-й танковой дивизии СС «Викинг». В октябре 1943 года моторизованные полки номер 48 и 49 получили почётные наименования «Генерал Зейффардт» (который был убит в 1943 году голландским движением Сопротивления) и Де Рюйтер (голландский адмирал времён англо-голландской морской войны).
В конце 1944 года бригада была придана 3-му танковому корпусу СС (германскому) в составе оперативной группы «Нарва» и вернулась на Восточный фронт под Ленинградом. В боях на Нарвском фронте бригада вновь понесла тяжёлые потери и летом того же года, при разгроме группы армий «Центр», была частично уничтожена.

### 23-я добровольческая моторизованная дивизия СС «Недерланд»
До января 1945 г. находилась в Курляндском котле, откуда большая часть соединения была переправлена в Германию. Находясь во главе голландских эсэсовцев, в Курляндии Ю. Вагнер отдавал приказы о проведении карательных акций в отношении советского гражданского населения.
10 февраля 1945 года в районе между Штеттином и Гольновом 4-я бригада СС была официально переформирована в 23-ю добровольческую моторизованную дивизию СС «Недерланд». После эвакуации из Курляндии бригада, почти не получившая пополнения, была переформирована в «бумажную» дивизию общей численностью чуть более 1 000 человек. Ей был присвоен вакантный после расформирования «Камы» номер 23.
48-й моторизованный полк СС «Генерал Зейффардт» отстал от дивизии и был почти целиком уничтожен вместе с 15-й пехотной дивизией СС (1-й латышской) в районе Данцига.
Вместо 48-го полка СС в дивизию был введён недавно сформированный из учебных подразделений гренадерский полк СС «Клотц». Острая необходимость потребовала участия ещё не оправившихся после боёв в Прибалтике голландцев вместе с другими европейскими добровольцами в тяжелых боях за Арнсвальде. Понеся ощутимые потери, дивизия была вынуждена отступить через Фалкенвальде и Фрейенвальде в район Вульков. Однако вскоре подразделения дивизии были вновь отправлены на фронт, где участвовали в оборонительных боях у Фрейенвальде, Лангенхагена и Альтдамма.
К концу марта остатки дивизии были выведены в район города Пассау и переформированы в боевую группу из трёх батальонов, два из которых были созданы на базе 49-го полка. В это же время в районе Шлохау формировался практически уничтоженный 48-й полк. 17 апреля обе группы соединились в районе Мюлльрозе и были введены в состав 5-го горного корпуса СС. После этого подразделения 49-го полка заняли позицию у Гарца на Одере, а 48-й полк на линии Эберсвальде—Штраусберг. На этих позициях голландские добровольцы отражали не прекращавшиеся атаки советских войск.
В последующие дни полки были объединены с остатками 4-й полицейской дивизии СС и переданы в состав 11-го армейского корпуса СС. Вечером 19 апреля состав 48-го полка был переведён в район Марксдорф, а 20 апреля уже оба полка заняли оборону на северном фланге 11-го корпуса СС. Под напором советских войск около 300 уцелевших чинов «Недерланд» отступили в район Хальбе, попав в образовавшийся там котёл. В этом котле большая часть голландцев сдалась советским войскам, и лишь некоторые остатки 49-го полка с боем 3 мая прорвались через Гольденштедт к американцам, которым и сдались.

## Районы использования
- февраль 1945 (бои между Нойдаммом, Кюстрином и Арнсвальде)

## Организация
- 48-й добровольческий моторизованный полк СС «Генерал Зейффардт» (SS-Panzergrenadier-Regiment 48 General Seyffard)
- 49-й добровольческий моторизованный полк СС «Де Рюйтер» (SS-Panzergrenadier-Regiment 49 de Ruyter)
- 54-й артиллерийский полк СС[1] (SS-Artillerie-Regiment 54)
- 23-й противотанковый дивизион СС (SS-Panzerjäger-Abteilung 23)
- 23-й зенитный дивизион СС (SS-Flak-Abteilung 23)
- 23-й сапёрный батальон СС (SS-Pionier-Bataillon 23)
- 23-й батальон связи СС (SS-Nachrichten-Abteilung 23)
- 23-й полевой запасной батальон СС (SS-Feldersatz-Bataillon 23)
- 23-е подразделение снабжения СС (SS-Nachschub-Truppen 23)

## Командиры дивизии
- Бригадефюрер СС и генерал-майор войск СС Юрген Вагнер (10 февраля — 1 мая 1945; с октября 1943 г.- бригады СС "Нидерланды" ),  военный преступник, казнённый по приговору югославского суда в 1947 г.

## Награждённые Рыцарским крестом Железного креста

### Рыцарский крест Железного креста (4)
- Йоханнес Хелльмерс – 5 марта 1945 – оберштурмфюрер резерва СС, командир 6-й роты 49-го добровольческого моторизованного полка СС «Де Рюйтер»
- Клеменс Белер – 17 марта 1945 – оберштурмфюрер СС, командир 3-й батареи 54-го артиллерийского полка СС
- Лотар Хофер – 5 апреля 1945 – штурмбаннфюрер СС и майор полиции, командир 3-го дивизиона 54-го артиллерийского полка СС
- Зигфрид Шайбе – 11 мая 1945 – оберштурмбаннфюрер СС, командир 48-го добровольческого моторизованного полка СС «Генерал Зейффардт» (награждение не подтверждено)

### Рыцарский крест Железного креста с Дубовыми листьями (1)
- Ханнс-Хайнрих Ломанн (№ 872) – 9 мая 1945 – оберштурмбаннфюрер СС, командир 49-го добровольческого моторизованного полка СС «Де Рюйтер» (награждение не подтверждено)